# Condado de Scott (Arkansas)
O Condado de Scott é um dos 75 condados do estado americano do Arkansas. A sede do condado é Waldron.
O condado possui uma área de 2 326 km² (dos quais 10 km² estão cobertos por água), uma população de 10 996 habitantes, e uma densidade populacional de 5 hab/km² (segundo o censo nacional de 2000).
O condado foi fundado em 15 de novembro de 1833.